# Jagiełło-Eiche

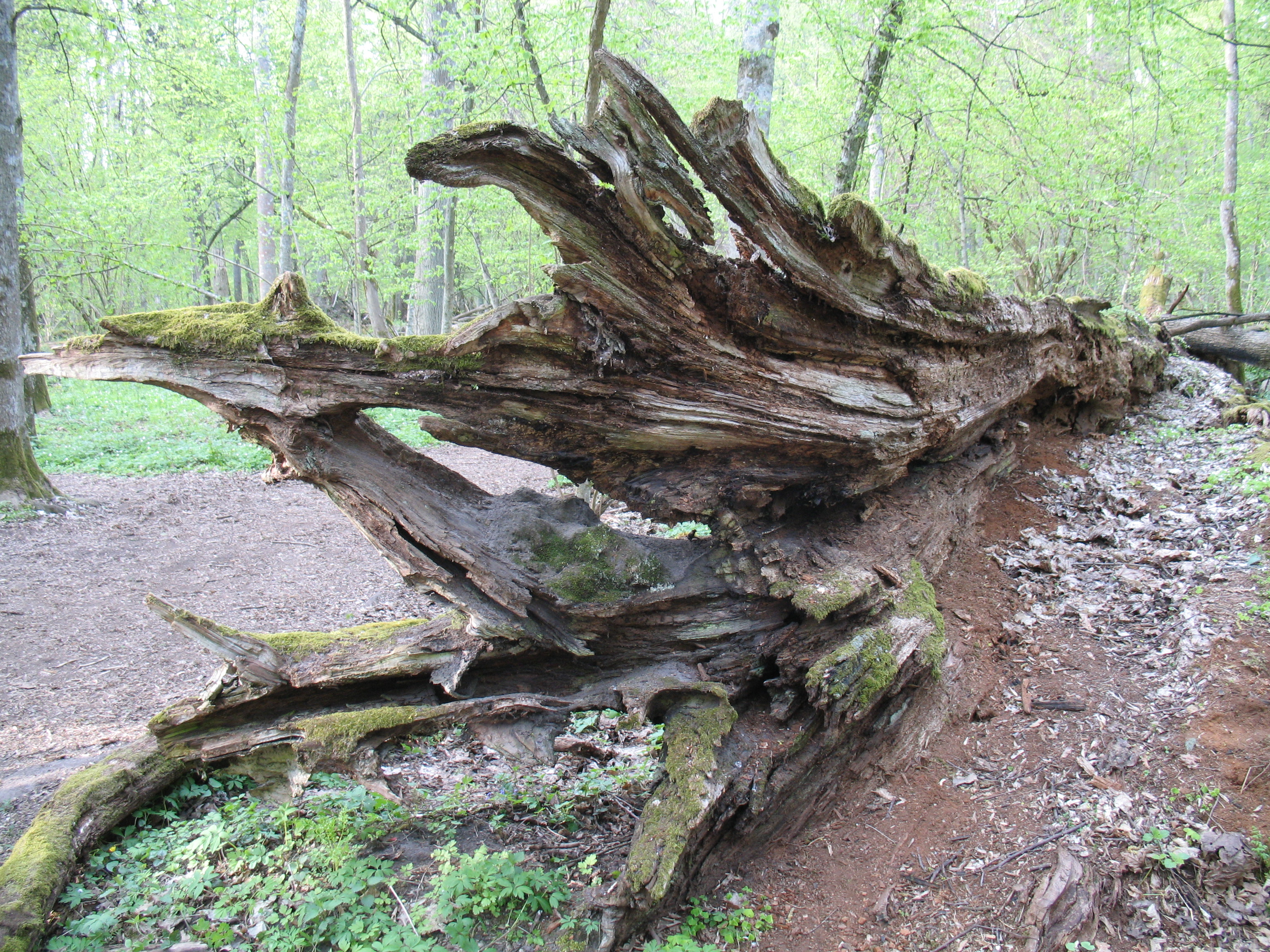
Die Überreste der Jagiełło-Eiche

Die Jagiełło-Eiche [jaˈgʲɛwwɔ-] war die berühmteste der Eichen des Białowieża-Nationalparks in Polen.
Der Standort dieser Eiche befindet sich im Sektor 398 des Nationalparks.

Unter ihr soll Władysław II. Jagiełło vor der Jagd umgestiegen sein, die vor der Schlacht bei Grunwald organisiert worden war. Tatsächlich ist der Baum nicht mehr als 450 Jahre alt. Der Stammumfang beträgt in Höhe von 130 cm über der Basis 550 cm, die Höhe des Baums 39 m. Für eine im Białowieża-Nationalpark wachsende Eiche hatte sie große Äste und eine ziemlich große Krone. Der Baum wurde durch einen Sturm im Jahre 1974 umgestürzt. Heute kann man im Białowieża-Nationalpark die Überreste des Baums besichtigen.